# Partit Democràtic d'Unitat Popular

Bandera del partit

El Partit Democràtic d'Unitat Popular (somali: Ururka Dimuqraadiga Ummadda Bahawday, UDUB) fou un dels tres partits polítics de Somalilàndia reconeguts per la constitució del país.
A l'elecció presidencial del 14 d'abril del 2003 el seu candidat Dahir Riyale Kahin va obtenir el 42,1% dels vots i fou per poc el guanyador. A les eleccions parlamentàries del 2005, va obtenir el 39% dels vots i 33 dels 82 escons, sent el partit majoritari, però els altres dos partits es van aliar. Ibrahim Egal va obtenir la presidència en 1993, i hi va romandre en el càrrec fins a la seva mort en 2002, quan fou succeït per Dahir Riyaale Kahin, que va estar al càrrec fins al 2010, quan fou derrotat a les eleccions per Ahmed Mohamed Mohamoud Silanyo del partit Kulmiye. El partit es va dissoldre entre 2011 i 2012.

## Bandera
La bandera del partit és verda i porta al centre l'emblema del partit una "Y" que simbolitza la victòria.